# Maeda Toshiyasu
 (juillet 2025).
Si vous disposez d'ouvrages ou d'articles de référence ou si vous connaissez des sites web de qualité traitant du thème abordé ici, merci de compléter l'article en donnant les références utiles à sa vérifiabilité et en les liant à la section « Notes et références ».
Maeda Toshiyasu est un nom japonais traditionnel ; le nom de famille (ou le nom d'école), Maeda, précède donc le prénom (ou le nom d'artiste).
Maeda Toshiyasu (前田 利保), 23 mars 1800 - 14 septembre 1859, est un naturaliste et entomologiste japonais.
Daimyo du han de Toyama, il organise avec d'autres daimyo et officiels du shogunat une société de naturalistes qui se réunit tous les mois. Un compte-rendu des sujets discutés est rédigé, par exemple en septembre 1840 la famille des scarabées Scarabaeidae est l'occasion d'écrire le Kyôro-shakô-zusetsu dans lequel une vingtaine d'espèces de hanneton sont scientifiquement établies et décrites. Comme ces études sont collectives, chaque membre du groupe devient un spécialiste. Maede apprend le néerlandais (les naturalistes japonais suivent les leçons de Philipp Franz von Siebold) et le français, choix de Siebold pour le Fauna Japonica et le Flora Japonica) et traduit le Systema Naturae du néerlandais au japonais.

## Source de la traduction
- (en) Cet article est partiellement ou en totalité issu de l’article de Wikipédia en anglais intitulé « Maeda Toshiyasu » (voir la liste des auteurs).